# Mathématiques indiennes

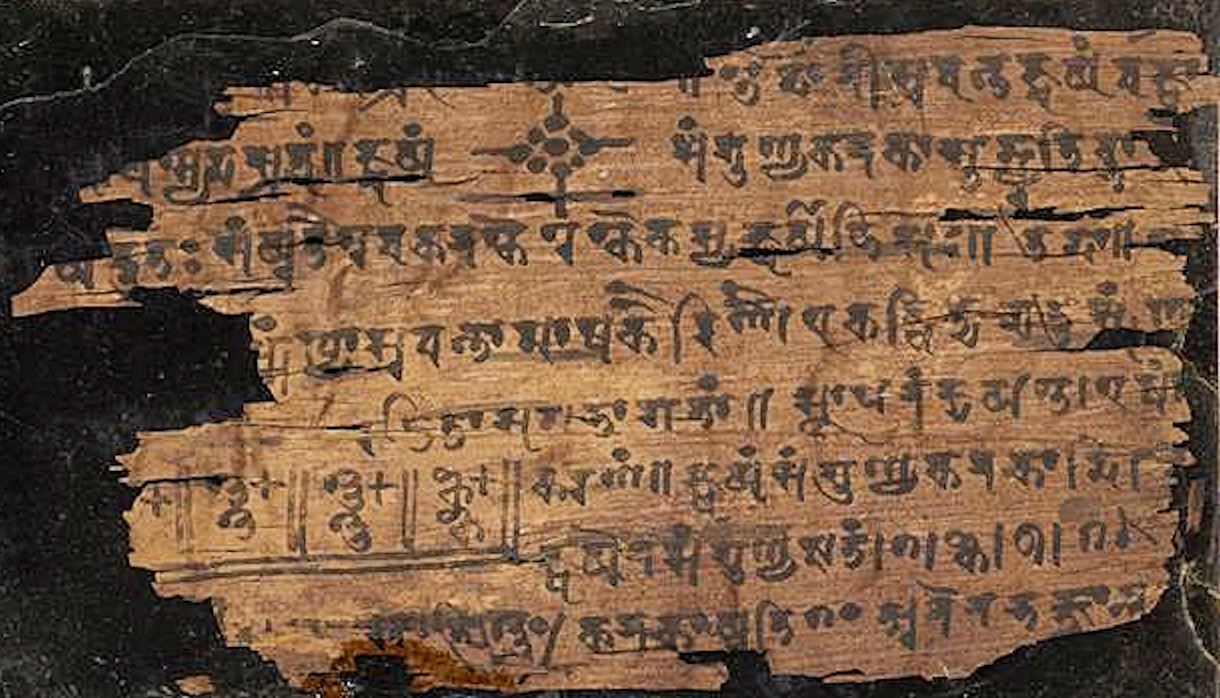
Manuscrit de Bakhshali, plus ancien manuscrit traitant de mathématiques indiennes.

La chronologie des mathématiques indiennes s'étend de la civilisation de la vallée de l'Indus (-3300 à -1500) jusqu'à l'Inde moderne.
Parmi les contributions des mathématiciens indiens au développement de la discipline, la plus féconde est certainement la numération décimale de position, appuyée sur des chiffres indiens, empruntés par les Arabes et qui se sont imposés dans le monde entier. 
Les Indiens ont maîtrisé le zéro, les nombres négatifs, les fonctions trigonométriques. Les concepts mathématiques indiens ont diffusé et ont trouvé un écho en Chine et dans les mathématiques arabes, avant de parvenir en Europe.
Les mathématiciens indiens ont également inventé les fondements de l'analyse : calcul différentiel et intégral, limites et séries, bien avant leur redécouverte en Occident.

## La civilisation de la vallée de l'Indus
La civilisation de la vallée de l'Indus, remontant aux environs de l'an -3300, apporte les premiers témoignages d'une activité mathématique, sur le sous-continent indien. Les fouilles de Harappa, Mohenjo-daro et de la zone environnante ont permis de découvrir un système de poids et mesures d'une grande précision et de caractère décimal, datés d’environ 2600 an av. J.C., une technologie de la brique répondant à des recherches de proportion précises, et une sensibilité aux formes géométriques.
Les poids sont mesurés dans un système décimal, puisque le poids unité (de 28 grammes environ) se décline selon les facteurs 1/20, 1/10, 1/5, 1/2, 1, 2, 5, 10, 20, 50, 100, 200, et 500. Les longueurs sont mesurées à l'aide de règles d'une grande précision. Une règle d'ivoire trouvée à Lothal porte ainsi des divisions espacées de 1,7 mm[réf. nécessaire].
La confection de briques s'appuie sur des proportions fixes 4:2:1, d'une grande efficacité pratique. L'utilisation des règles pour choisir les dimensions des briques est attestée par la correspondance, sur les mêmes lieux, entre les divisions des règles et les longueurs des briques qui en sont des multiples entiers. 
Les poids de référence sont fréquemment de forme cubique, mais peuvent prendre d'autres formes géométriques : tonneaux, cônes, cylindres. On trouve également des dessins géométriques gravés qui témoignent d'une certaine familiarité avec les cercles. 
À Lothal, un instrument de mesure des angles a également été découvert. Il avait probablement pour utilité de diviser le ciel en 8 ou 12 sections.

## Mathématiques de l'époque védique (-1500à-400)
Les textes védiques sont des textes religieux écrits en sanskrit réglementant la taille des autels de sacrifice. Les mathématiques qui y sont présentées sont essentiellement géométriques et sans démonstrations, et s'accompagnent de considérations relevant de l'astronomie et ayant également un caractère religieux. On ignore s'il s'agit de la seule activité mathématique de cette époque ou seulement les traces d'une activité plus générale. Les Vedas contiennent quelques considérations mathématiques, mais la plupart sont regroupées dans les Śulba-Sūtras, ouvrages de géométrie servant d'appendices aux Vedas.
Les Indiens de cette époque utilisent des formes polygonales simples, connaissaient le théorème de Pythagore, savaient construire de manière exacte la quadrature d'un rectangle (construction d'un carré de même aire) et de manière approchée celle du cercle. Ils connaissent les opérations arithmétiques et considèrent des équations simples. On voit apparaître aussi des approximations fractionnaires de π (exactes jusqu'à la première, voire la deuxième décimale) et de la racine carrée de deux (jusqu'à la cinquième décimale). 
Vers la fin de cette période, on voit se mettre en place les neuf chiffres du système décimal. La fascination, d'origine religieuse, pour des nombres gigantesques, explique sans doute que les Indiens ont eu plus de facilité à appréhender l'idée d'infinité (pūrṇa, la plénitude), parallèlement à celle de zéro (śūnya, le vide), qu'ils commencent à faire entrer dans leurs opérations : ainsi dans le Yajur-Veda, quand on soustrait pūrṇa  de pūrṇa il reste toujours pūrṇa .

## Mathématiques de l'époque jaïniste (-400à200)
Fondée en Inde au VIe siècle av. J.-C., le jaïnisme est une religion et une philosophie. La vision cosmologique a fortement motivé les mathématiques indiennes, et en particulier la conception de l'infini. Selon cette vision, le monde serait borné par une limite en deçà de laquelle agissent les êtres vivants, les dieux et les démons. Le monde supérieur serait divisé en deux parties. Ces divisions se retrouvent dans les nombres : dénombrables, indénombrables et infinis. 
Les mathématiques jaïnistes réfèrent à la période s'étendant jusqu'au Ve siècle, période durant laquelle la religion jaïniste était dominante. Peu de résultats scientifiques de cette période ont été conservés, mais ils sont d'une grande originalité. L'étude des mathématiques ne se fait plus dans un but uniquement pratique ou religieux, mais se justifie par elle-même.
 (mars 2015).
- Si vous ne connaissez pas le sujet, laissez ce bandeau (vous pouvez alors contacter les auteurs).
- Si vous supprimez le contenu mis en cause (vous pouvez préalablement contacter les auteurs),

argumentez précisément cette suppression dans la page de discussion
(un manque de référence n'est pas un argument ; une recherche réelle de référence doit avoir été effectuée, être formellement documentée).
Les jaïnistes introduisent les premiers concepts de cardinalité et de nombres transfinis, persuadés que tous les infinis ne sont pas égaux. En particulier, ils introduisirent un plus grand nombre dénombrable[réf. nécessaire] (N) qui aujourd'hui a donné aleph zéro, le plus petit cardinal transfini.
L'école de Pingala introduit le calcul matriciel et le système binaire, et utilise la suite de Fibonacci et le triangle de Pascal, autant de résultats qui seront redécouverts. Le zéro est noté par un point. 
Bien que les explications données en astronomie fussent de nature religieuse (interventions systématiques de démons), leurs observations étaient précises. Dans Surya Prajnapti (400 avant notre ère), est calculée la période orbitale de la lune de 29,5161290 jours, soit une erreur de 20 minutes.

## Période classique (400à1200)
La période classique est souvent considérée comme l'âge d'or des mathématiques indiennes. Avec des mathématiciens tels que Aryabhata I, Varahamihira, Bhāskara I, Brahmagupta, Mahāvīra, Aryabhata II (en), Sridhara (en) et Bhāskara II, elle fut une période d'intense rayonnement en direction de l'Orient et du monde islamique.
Les avancées durant cette période eurent lieu dans le domaine des systèmes d'équations linéaires et quadratiques, de la trigonométrie, avec l'apparition des fonctions trigonométriques et des tables permettant de les calculer. De nombreux travaux portent sur des équations polynomiales de degrés divers, ou sur des problèmes d'astronomie tels que les calculs d'éclipses.
Avec Brahmagupta (598-668) et son ouvrage célèbre, le Brahmasphutasiddhanta, les différentes facettes du zéro, chiffre et nombre, sont parfaitement comprises et la construction du système de numération décimal parachevée. Les nombres négatifs sont également introduits, ainsi que les racines carrées.
La période s'achève avec Bhāskara II (1114-1185), qui écrivit plusieurs traités importants. On y trouve des équations polynomiales, des formules de trigonométrie, dont les formules d'addition. Certains auteurs font de Bhāskara II l'un des pères de l'analyse puisqu'il introduisit plusieurs éléments relevant du calcul différentiel : nombre dérivé, différentiation et application aux extrema, et même une première forme du théorème de Rolle.[réf. nécessaire] Ces percées seront reprises et amplifiées par les mathématiciens de l'école du Kerala.

## L'école du Kerala (1300à1600)
Une école de mathématiciens-astronomes prospéra pendant trois siècles dans la région du Kerala, dans le sud de l'Inde. Le fondateur en est Madhava de Sangamagrama (v. 1340-1425), qui partage avec Bhaskara la primauté dans l'introduction des concepts de l'analyse moderne. Les travaux de Madhava nous sont surtout connus à travers ceux de ses successeurs, mais ils montrent que le geste fondamental de l'analyse, le passage à la limite, s'est opéré. 
On trouve notamment dans le Yuktibhasa, rédigé par Jyeṣṭhadeva (en), des développements de fonctions sous forme de séries, des approximations par séries de Taylor, des tests de convergence pour des séries numériques, des intégrations terme à terme. En conséquence, l'école du Kerala disposera d'approximations très précises de pi (onze décimales), de tables trigonométriques à neuf décimales.
L'usage de la langue locale (le malayalam) fut un obstacle à la diffusion des idées de l'école du Kerala. Il est vraisemblable que[réf. nécessaire] la redécouverte des bases de l'analyse en Occident se produisit sans influence indienne mais par le truchement des arabes, même si certains historiens[réf. nécessaire] défendent la théorie d'une transmission par les missionnaires jésuites, eux-mêmes souvent versés en mathématiques et astronomie.

## Inde moderne
L'Inde continue depuis à contribuer aux mathématiques, l'un des mathématiciens les plus célèbres de l'ère moderne étant Srinivasa Ramanujan (1887 – 1920).